# Heinrich Hofmann (Politiker)
Heinrich Christian Wilhelm Hofmann (* 11. Januar 1857 in Weyer; † 12. August 1937 in Wiesbaden) war Jurist und Mitglied des Deutschen Reichstags.

## Leben

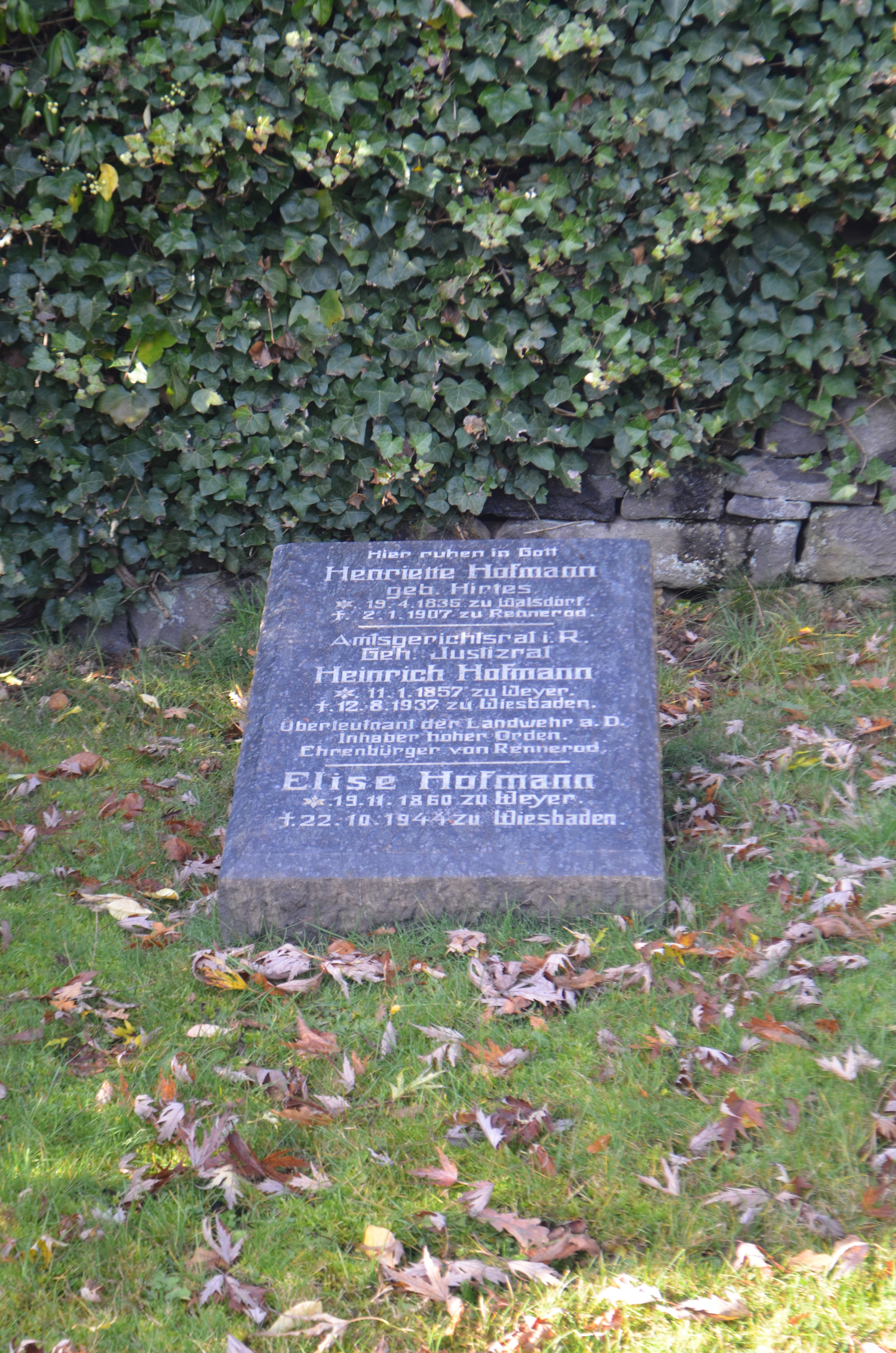
Grab von Heinrich Hofmann in Rennerod

Hofmann besuchte das Gymnasium in Weilburg von 1870 bis 1875 und studierte Rechts- und Kameralwissenschaften in München von 1875 bis 1876 und in Berlin von 1876 bis 1878. Ab 1879 war er Referendar in Selters, Diez, Limburg und Frankfurt am Main. Dann war er ab 1885 Assessor in Diez und Neustadt im Regierungs-Bezirk Kassel. Ab 1. Mai 1886 war er Amtsrichter in Rennerod. Einjähriger war er von 1879 bis 1880 und er schied als Premier-Lieutenant der Landwehr aus. Weiter war er Vorsitzender des Schiedsgerichts für Invaliden- und Altersversicherung für den Kreis Westerburg.
Von 1893 bis 1903 war er Mitglied des Deutschen Reichstags für den Reichstagswahlkreis Regierungsbezirk Wiesbaden 5 (Dillkreis – Oberwesterwald) und die Nationalliberale Partei. Von 1894 bis 1908 war er auch Mitglied des Preußischen Abgeordnetenhauses für den gleichen Wahlkreis.
Er ist in Rennerod begraben. Dort wurde er auch zum Ehrenbürger ernannt. Er war Inhaber hoher Orden und zuletzt Geheimer Justizrat.